# Sophie Walter
Sophie Walter (* 20. Januar 2000 in Bern) ist eine ehemalige deutsche Fußballspielerin, die auf der Mittelfeldposition und in der Innenverteidigung aktiv war.

## Karriere
Walter begann mit dem Fußballspielen im Alter von sechs Jahren beim FC Dossenheim, für den sie von 2006 bis 2015 aktiv war. Von 2008 bis 2013 spielte sie zudem für die SG Hohensachsen. 2015 wechselte sie zur TSG 1899 Hoffenheim, wo sie fortan zum Kader der U17-Mannschaft gehörte. Mit den Hoffenheimern wurde sie am Ende ihrer ersten Saison Meisterin der Südstaffel der B-Juniorinnen-Bundesliga, unterlag im Halbfinale um die deutsche Meisterschaft dem späteren Meister 1. FFC Turbine Potsdam. 2016 spielte sie für die U16-Auswahl Badens im Länderpokal des DFB sowie 2017 für die U18-Auswahl.
2017 wurde sie Teil des Kaders der zweiten Mannschaft des Hoffenheimer Bundesligisten, für die sie in den folgenden zwei Saisons bis 2019 insgesamt 48 Ligaspiele absolvierte, bei denen sie drei Tore erzielen konnte. Zur Saison 2019/20 verpflichtete der Bundesligaabsteiger Werder Bremen die Mittelfeldspielerin Walter, die zu insgesamt elf Ligaeinsätzen kam, bei denen sie ein Tor erzielte. Es gelang als Meister der 2. Frauen-Bundesliga der direkte Wiederaufstieg in die Frauen-Bundesliga; in der folgenden Saison 2020/21 kam Walter zu sieben Bundesligaeinsätzen, gehörte zudem dem Kader der zweiten Mannschaft der Bremer an.
Im Sommer 2021 wechselte sie zum Bundesligaaufsteiger und neuen Bremer Ligakonkurrenten FC Carl Zeiss Jena, wo die variabel einsetzbare Spielerin als Führungsspielerin im Team von Anne Pochert fungieren sollte. Die Saison 2021/22 beendete der Verein mit lediglich fünf Punkten aus 22 Spielen als abgeschlagener Letzter, was direkten Wiederabstieg bedeutete; Walter kam zu sieben Einsätzen. In der Saison 2022/23 gehörte Walter dann dem Jenaer Kader in der 2. Frauen-Bundesliga an.

## Persönliches
Walter studierte Psychologie. Nach ihrem Bachelorabschluss knüpfte sie ein Medizinstudium an der Friedrich-Schiller-Universität Jena an.